# Hermine Speier
Hermine "Erminia" Speier (28 de mayo de 1898 en Fráncfort del Meno - 12 de enero de 1989 en Montreux) fue una arqueóloga clásica alemana. Una de las pocas arqueólogas de su tiempo, fue la primera mujer que trabajó como empleada en los Museos Vaticanos y una de las primeras profesionales en ser contratadas por el Vaticano. Fue una contribuyente pionera de las colecciones de fotografías arqueológicas y a menudo se la considera como la primera arqueóloga foto-archivista.

## Biografía
Hermine Speier nació el 28 de mayo de 1898 en Frankfurt, en el seno de una pudiente familia judía.[1] Acudió a la Escuela Bettina, aprobando su examen de matriculación en Wiesbaden luego de formarse en un colegio privado.[2] Durante el semestre invernal de 1918/19, se matriculó en la Universidad de Frankfurt, donde estudió Historia, Filosofía y Literatura alemanas. En el semestre de verano de 1919 pidió la transferencia a la Universidad de Giessen, y en el semestre invernal de 1919/20 continuó su formación en la Universidad de Heidelberg. En Giessen, también asistió a cursos de formación docente y tuvo su primer contacto con la arqueología clásica en la facultad dirigida por Gerhart Rodenwaldt. En Heidelberg cambió su carrera por la de Arqueología. Estudió bajo la dirección de profesores como Eberhard Gothein, Friedrich Gundolf, Karl Jaspers, Hermann Oncken,[1] Hans Driesch y Karl Ludwig Hampe. Después de 1920, cuando Ludwig Curtius fue destinado a esa universidad se convirtió en su maestro y tutor más importante, ayudándola a centrarse en la arqueología. Además de Curtius, otros profesores como Franz Boll, Alfred von Domaszewski, Karl Meister y especialmente Bernhard Schweitzer la proveyeron de un amplio conocimiento en lo que respecta a la antigüedad.

### Comienzos de su carrera
Speier se graduó con un doctorado en arqueología y un doble título de licenciada en historia antigua y filología clásica en el año 1925, bajo la dirección de Curtius, con una disertación titulada Die Gruppen angelehnter Figuren im V. und IV. Jahrhundert. El trabajo, que fue publicado siete años más tarde en Roma bajo el título de Dos grupos de figura en el quinto y cuarto siglo A.C., contrastaba las diferencias de imágenes entre los periodos Arcaico y Helenístico del arte griego. Trabajando según la tradición metodológica de Johann Joachim Winckelmann, Speier utilizó el análisis científico para mostrar que el arte reflejó el desarrollo histórico de la cultura y el gobierno. Fue la única mujer en obtener un doctorado bajo la dirección de Curtius. Después de graduarse comenzó a trabajar como asistente de Bernhard Schweitzer en Königsberg hasta 1928, cuando su director volvió a reclutarla para que lo ayudara con el archivo fotográfico del Instituto Arqueológico Alemán en Roma.
Durante esos momentos Curtius se desempeñaba como Director del Instituto y aún se encontraba en el proceso de construir el archivo fotográfico. Speier quedó a cargo de la organización del archivo fotográfico junto a su ayudante Adolf Greifenhagen. La colección inicial se conformó en base al regalo de fotografías realizado por Walter Amelung. Su trabajo basado en el ordenamiento sistemático de las fotografías le ganó la distinción de ser la primera foto-archivista arqueológica y le mereció ampliamente reconocida por sus colegas en otras bibliotecas. Cuándo Adolf Hitler llegó al poder, todos los judíos que desempeñaban tareas de servicio civil fueron cesados gracias a la aprobación de la Ley de la Restauración del Servicio Civil Profesional, y de manera precipitada, el Director-General de los Museos Vaticanos, Bartolomeo Nogara, le ofreció la posibilidad de crear un archivo fotográfico en el Vaticano. Speier dejó el DAI en 1934 para unirse al personal del Vaticano convirtiéndose así en la primera mujer en ser contratada por la Santa Sede. El Papa Pío XI firmó su contrato, aunque inicialmente no tenía un plazo determinado y funcionaba en una base diaria,  como una declaración contra el antisemitismo nazi y el tabú de contratar mujeres. El oportunismo de su contrato coincidió con la primera administración de las colecciones del Museo por parte de un científico. Con anterioridad a la designación de Nogaras, las colecciones eran dirigidas conjuntamente por Guido Galli, quien era un escultor, y el pintor Biagio Biagetti.

### Archivista del Vaticano
La primera tarea consistió en dividir los 20,000 negativos fotográficos en tres colecciones separadas denominadas Arqueología Clásica, Tiempo Medieval y Moderno, y Misiones Etnográficas. Fue así que ella y sus colegas, el arqueólogo Filippo Magi y el historiador de arte Deoclecio Redig de Campos, comenzaron a clasificar las imágenes mientras lidiaban con el constante flujo de ingreso de nuevas fotografías. En 1935, el Marqués Benedetto Guglielmo donó una colección probada de Arte etrusco  al Papa Pío XI. Speier fue asignada para dirigir la organización de la colección. Particularmente, ella estableció la importancia de dos salones con 17 esculturas griegas originales de la colección y trabajó en la restauración romana de la colección de jarrones griegos y el Anticuario. Durante mediados de la década de 1930, Speier pasó un tiempo considerable en Alemania, viajando anualmente para visitar su familia. Las cartas dirigidas a su amante en 1937, el general italiano, pionero en el manejo de dirigibles y explorador Ártico Umberto Nobile, indican que vivió en Frankfurt durante un largo periodo, y que en 1938 pasó algunos meses en Basilea y Ginebra antes de regresar a Fráncfort. La primera reunión de Hitler con Mussolini ocurrió en Roma en mayo de 1938, pero Speier no volvería a Roma hasta julio. El Papa Pío XI murió el 10 de febrero de 1939 y Speier se convirtió al catolicismo más adelante ese mismo año, lo cual ocurrió de manera conjunta con su inmediata renovación laboral por parte del Papa Pío XII. A pesar de que se encontraba intensamente enfrascada en su trabajo en el Vaticano, a menudo consideró emigrar a los Estados Unidos, donde vivían su madre y su hermana, o a Brasil. Durante este periodo temprano de su papado, Pío XII concedió 3,000 visas para que los judíos que hubieran sido bautizados pudieran emigrar a Brasil, aunque la única evidencia que vincula a Speier y Pío XII en estos momentos es el telegrama de felicitaciones por su conversión que él le enviara. A lo largo de 1939 y 1940, Nobile residió en los Estados Unidos y Speier permaneció en Roma hasta el verano de 1940, cuando se tomó un retiro a Chianciano. A partir de 1940, la correspondencia entre ambos fue escasa debido a que temían la censura y la escritura se había convertido en un medio cada vez menos práctico.
Nobile regresó a Roma en mayo de 1942 y su familia cortó toda comunicación con Speier tras enterarse de que su bautismo católico eficazmente daba por acabadas sus razones para emigrar. Durante la ocupación alemana de Roma entre 1943 y 1944, el Papa Pío XII hizo arreglos para que Giulio Belvederi, sobrino del anterior Maestro de Ceremonias Pontificias Pietro Respighi, escondiera a Speier en las Catacumbas de Santa Priscila, debajo del convento de monjas. El hecho de estar escondida en las catacumbas salvó a Speier de la Redada del Ghetto de Roma, el 16 de octubre de 1943, donde más de 1.000 judíos fueron deportados a Auschwitz y únicamente 16 lograron sobrevivir. Durante esta etapa de la guerra, el Museo permaneció cerrado hasta finales de septiembre de 1944, y muchas obras de arte provenientes de áreas afectadas por la guerra fueron enviadas al Vaticano para ser resguardadas. Al momento de su reapertura, ella continuó con sus tareas creando un detallado inventario de monumentos del Vaticano, el cual dio como resultado varios hallazgos importantes. En 1946, en una dependencia destinada al almacenamiento de antigüedades, ella encontró una cabeza de caballo esculpida por Phidias que originalmente se encontraba en uno de los frontones del Partenón. Tras un examen más detallada, se logró establecer sobre la base de su grado de desgaste que de hecho se trataba del segundo caballo del carruaje de Atenea ubicado en el sector occidental, donde se representaba la disputa entre Atena y Poseidón por la tierra de Ática. Speier también descubrió las denominadas estatuas Aurai que decoraban el exterior del Sala Rotonda cuándo esta fue construida en el siglo XVIII. En 1956 publicó el trabajo "Las Esculturas de los Museos Vaticanos", referido a su hallazgo de la cabeza del caballo del Partenón. Anteriormente, en 1950, ya había publicado un distinguido informe en relación con las excavaciones de la Basílica de San Pedro en el libro de Herbig titulado "Legado de Arte Antiguo".
Desde 1961 Speier fue la única responsable de la colección de antigüedades en los Museos Vaticanos,y la totalidad de los archivos fotográficos previos al 1966 se encontraban bajo su dirección. Su incorporación dio inicio al establecimiento de una tradición consistente en la inclusión de un miembro alemán en la Administración Central. Speier se retiró de su tarea como archivista y directora en 1967, siendo reemplazada por Francesco Roncalli y Georg Daltrop. A raíz de su inmenso conocimiento en lo que concernía a monumentos antiguos, desde mediados de la década de 1950 hasta comienzos de 1970, fue designada por el Instituto Arqueológico Alemán para dirigir la publicación de la cuarta edición de la guía de Wolfgang Helbig para las colecciones públicas de antigüedades clásicas en Roma, la cual no había sido actualizada por más de 50 años. Ella expandió la cobertura de la guía, clasificando los hallazgos en diversas categorías. También recurrió a la ayuda de varios jóvenes investigadores que trabajaron como asistentes, especialmente Bernard Andreae, Helga von Heintze, Klaus Parlasca, Erika Simon, Hans von Steuben, Dietrich Willers y Paul Zanker. Ella también trabajó en la traducción de la guía del italiano al alemán.

## Vida personal

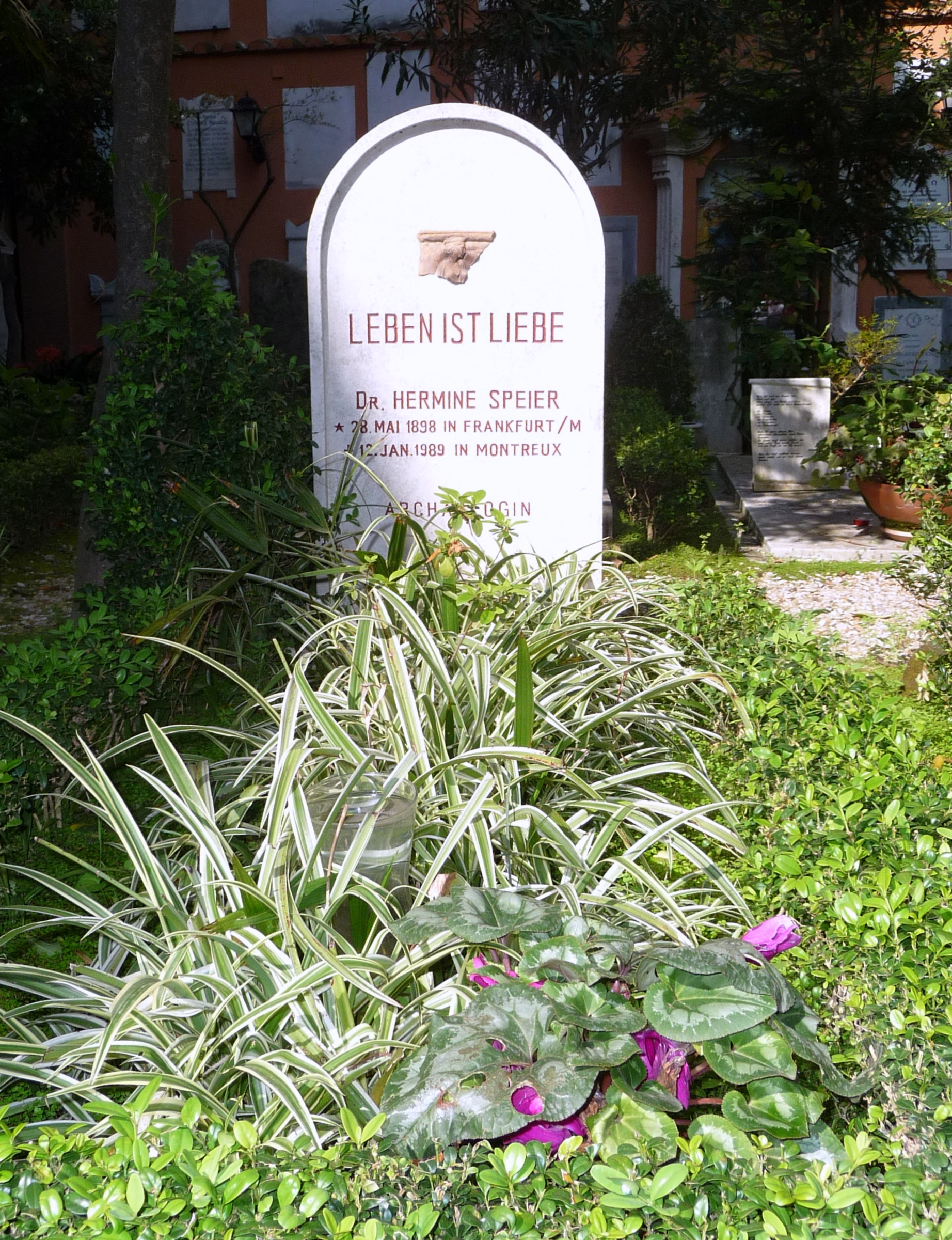
Tumba de Hermine Speier en el Colegio Teutonico.

Speier nunca contrajo matrimonio a pesar de estar comprometida varias veces. Vivía bastante cerca del Vaticano, en el Janículo, en un cómodo apartamento con terraza en el techo el cual había sido puesto a su disposición por su mentor de toda la vida, Erich Boehringer. En sus habitaciones ella fomentó la creación de un salón cultural, invitando a huéspedes como Marie Luise Kaschnitz, quien le dedicara un poema a Speier; Engelbert Kirschbaum, un notorio profesor de arqueología; Paul Augustin Mayer, un Cardenal alemán y Oriol Schädel, cabeza de la Biblioteca de la Plaza de Montecitorio, entre otros miembros alemanes e italianos de la intelligentsia.[cita requerida] Speier fue un miembro activo del Instituto Arqueológico Alemán y de la Academia Pontificia de Arqueología. En 1973 se la condecoró con la Cruz al Mérito de Alemania. También recibió la Medalla Pro Ecclesia et Pontificie del Vaticano.[cita requerida]
Speier falleció el 12 de enero de 1989 en Montreux, Suiza y estuvo enterrada en el Campo Santo Teutónico, el Cementerio Teutónico del Vaticano.[cita requerida] En su tumba se exhibe una pieza de arcilla de Tarento que ella había querido publicar en 1937 en el Festschrift Corola Ludwig Curtius. Sin embargo, no había podido concretar este deseo debido a que los judíos habían quedado excluidos de la publicación. Finalmente, en 1955, Speier exhibió la pieza en su colección privada y publicó su: "Fragmento de una pieza romana de arcilla de Tarento en propiedad privada". Su lápida también reza: Leben ist Liebe (La vida es amor).

## Trabajos seleccionados
- Speier, Hermine (1932). Zweifiguren-Gruppen im fünften und vierten Jahrhundert vor Christus (en alemán). Rome: Deutsches Archäologisches Institut. OCLC 45101115.
- Speier, Hermine (1949). «Die Vatikanische Necropole unter den “Groten” des Petersdomes». Wort und Wahrheit (en alemán) (Vienna, Austria) 4 (2): 481-489.
- Speier, Hermine (1950). Sonderdruck aus Vermaechtnis der Antiken Kunst. Fragment eines Pferdekopfes aus dem Westgiebel des Parthenon (en alemán). Heidelberg, Germany: Kerle Verlag. OCLC 80398457.  * Speier, Hermine (1952). «Memoria Sancti Petri, die Auffindung des Petrusgrabes». Wort und Wahrheit (en alemán) (Vienna, Austria) 7 (1): 262-272.
- Speier, Hermine (1954). Die Iliupersisschale aus der Werkstatt des Euphronios (en alemán). Stuttgart, Germany: W. Kohlhammer. OCLC 878483537.
- Speier, Hermine (1955). Fragment eines tarentinischen Tonreliefs in römischem Privatbesitz (en alemán). Stuttgart, Germany: W. Kohlhammer. OCLC 43656407.
- Speier, Hermine (1963). Führer durch die öffentlichen Sammlungen klassischer Altertümer in Rom/ 1, Die päpstlichen Sammlungen im Vatikan und Lateran (en german) 1. Tübingen, Germany: Wasmuth. OCLC 310505646.
- Speier, Hermine (1966). Führer durch die öffentlichen Sammlungen klassischer Altertümer in Rom/ 2, Die städtischen Sammlungen - Kapitolinische Museen und Museo Barracco, die staatlichen Sammlungen - Ara pacis, Galleria Borghese, Galleria Spada, Museo Pigorini, Antiquarien auf Forum und Palatin (en alemán) 2. Tübingen, Germany: Wasmuth. OCLC 310505668.
- Speier, Hermine (1969). Führer durch die öffentlichen Sammlungen klassischer Altertümer in Rom/ 3, Die staatlichen Sammlungen : Museo Nazionale Romano (Thermenmuseum), Museo Nazionale di Villa Giulia (en alemán) 3. Tübingen, Germany: Wasmuth. OCLC 310505679.
- Speier, Hermine (1972). Führer durch die öffentlichen Sammlungen klassischer Altertümer in Rom/ 4, Die staatlichen Sammlungen : Museo Ostiense in Ostia Antica, Museo der Villa Hadriana in Tivoli; Villa Albani (en alemán) 4. Tübingen, Germany: Wasmuth. OCLC 310505696.